# Cani nel folklore e nella mitologia mesoamericana

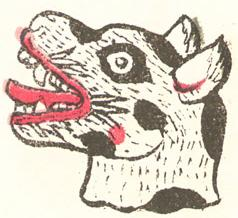
Il simbolo azteco del giorno Itzcuintli (cane) tratto dal Codice Magliabechiano del XVI secolo

I cani hanno occupato un ruolo importante nel folclore mesoamericano e nella sua mitologia, soprattutto tra il periodo classico e l'era moderna. Secondo una comune credenza della mesoamerica un cane trasporta i morti oltre un corso d'acqua, per poter raggiungere l'aldilà. I cani appaiono nelle scene dell'oltretomba dipinte sulle ceramiche Maya del periodo classico. Nel preclassico i Chupicaro seppellivano i cani assieme ai morti. Nella grande metropoli del periodo classico di Teotihuacan, sono stati rinvenuti 14 corpi umani depositati in una grotta, molti dei quali di bambini, assieme a tre cani che li avrebbero dovuti guidare nella strada per l'oltretomba.
In molte versioni del ciclo di 20 giorni del calendario mesoamericano, il decimo giorno si chiama "cane". Questo giorno si chiama itzcuintli in lingua nahuatl, la lingua degli Aztechi, tz'i' in K'iche' Maya e oc in Yucatec Maya. Tra i Mixtechi il decimo giorno era occupato dal coyote, ua.

## I Maya
Nelle tombe maya del periodo classico sono spesso stati trovati resti animali, quasi sempre cani. Ad esempio, tra le rovine della città maya di Kaminaljuyu, in Guatemala, fu trovato un cane sepolto con uno scheletro seduto, insieme a offerte votive al morto. I frequenti ritrovamenti di scheletri di cani nelle tombe maya del classico confermano che la credenza secondo cui guiderebbero le anime nel viaggio ultraterreno era viva già allora.
Il cane veniva spesso rappresentato nell'atto di portare una torcia all'interno dei codici maya, il che potrebbe essere un riferimento al fatto che nella tradizione maya fu il cane a donare il fuoco agli uomini.
Nel Popol Vuh postclassico del Maya K'iche' dell'entroterra guatemalteco, cani e tacchini uccidono le persone per vendicarsi del fatto che erano stati sconfitti. Le persone che riescono a fuggire da questo destino vengono trasformate in scimmie.

## Gli Aztechi e i loro contemporanei

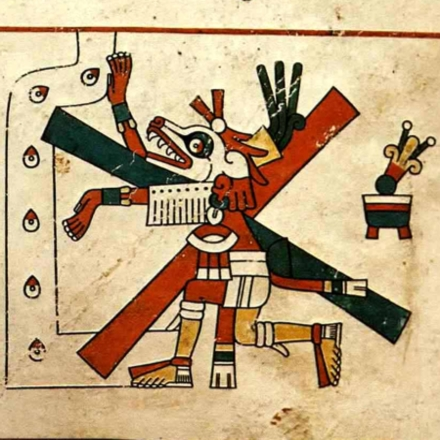
Xolotl tratto dal Codice Fejervary-Mayer del XV secolo

Nella mitologia azteca i Quattro Soli scompaiono in una grande inondazione. Un uomo e una donna sopravvivono e approdano su una spiaggia, dove subito accendono un fuoco per arrostire del pesce. Il fumo prodotto dal falò scombussola le stelle Citlalatonac e Citlalicue, facendo infuriare il grande dio Tezcatlipoca. Nella sua furia taglia le loro teste cucendole sui loro posteriori, e creando i primi cani.
Tra gli Aztechi il dio Xolotl era un cane mostruoso. Durante la creazione del quinto sole, Xolotl fu cacciato dalla Morte e le fuggì trasformandosi prima in un germoglio di mais, poi in foglie di maguey e infine in una salamandra in una pozza d'acqua. La terza volta la Morte trovò Xolotl, lo intrappolò e lo uccise. Tre importanti generi alimentari furono prodotti da corpo di questo cane mitologico. Mictlantecuhtli, Signore della Morte, possiede le ossa dei morti nell'oltretomba. Xolotl scese negli inferi per rubare queste ossa in modo da poter rinascere nella creazione del Quinto sole. Xolotl riuscì a recuperare le ossa riportando in vita l'uomo trafiggendone il pene. Xolotl era visto come reincarnazione del pianeta Venere e come Stella della Sera (quella del mattino era il fratello Quetzalcoatl). Xolotl era il compagno canino del Sole, e ne seguiva il percorso sia nel cielo sia nel mondo sotterraneo. La forte connessione di Xolotl col mondo ultraterreno, la morte e i morti è dimostrata dai simboli che lo accompagnano. Nel Codice Borbonicus Xolotl viene raffigurato con un coltello in bocca, un simbolo di morte, ed ha capelli neri mossi come i capelli portati dagli dei della morte.
Il quattordicesimo periodo di 13 giorni del calendario rituale tonalpohualli inizia con il giorno di ce itzcuintli (1-cane) e si dice che le persone, soprattutto i re, siano molto fortunati quel giorno. Il decimo giorno del calendario agricolo di 20 giorni di xiuhpohualli, itzcuintli (cane), era comandato da Mictlantecuhtli, sinistro dio della morte. Nel postclassico, quando moriva un comune cittadino azteco, doveva passare attraverso ognuno dei nove livelli di Mictlan, il mondo sotterraneo. Il Mictlan veniva raggiunto solo dopo quattro anni di viaggio, accompagnati da un cane che era stato cremato con il deceduto. Il primo livello del Mictlan si chiamava Apanoayan (dove uno attraversa il fiume), noto anche come Itzcuintlan (il luogo dei cani) a causa dei tanti cani che girovagavano sulla vicina costa. Il cane che avrebbe riconosciuto il proprio padrone lo avrebbe accompagnato oltre il fiume sulla schiena. In alcuni racconti il cane sulla riva si comporta diversamente a seconda del colore; quelli gialli portano l'anima oltre il fiume, mentre quelli bianchi si rifiutano perché si sono già bagnati, e quelli neri si rifiutano perché hanno già nuotato nel fiume o perché sono sporchi.
Nel folclore azteco l'Ahuizotl era un mostro d'acqua simile a un cane con una mano posizionata alla fine della coda a spirale. Si dice che abitasse sott'acqua nei pressi delle coste e che trascinava sotto le persone affogandole. Le anime delle vittime sarebbero state portate a Tlalocan, uno dei tre paradisi aztechi. Una simile credenza esisteva tra i vicini Taraschi, dove la divinità canina era chiamata Uitzimengari e salvava le anime delle persone affogate accompagnandole oltre l'acqua fino alla Terra di Morti.

## Folclore moderno
Attualmente i Chinantechi e i Mixe di Oaxaca (stato) credono che un cane nero aiuterà le persone morte ad attraversare un corso d'acqua, fiume o mare, fino a raggiungere la terra dei morti. Gli Huitzilani credono che un cane porti i morti oltre l'acqua per arrivare nella casa sotterranea del diavolo.
In buona parte del Messico si crede che gli stregoni cattivi siano in grado di trasformarsi in cani neri per poter cacciare il bestiame dei vicini. Negli stati del Messico centrale (come Oaxaca, Tlaxcala e Veracruz) uno stregone è noto come Nahual, nella penisola dello Yucatán prendono il nome di huay chivo. Un altro cane soprannaturale nel folclore dello Yucatán è il huay pek (cane-strega in Maya Yucatec), un enorme cane nero fantasma che attacca chiunque incontri, e che si dice essere la reincarnazione del Kakasbal, uno spirito maligno.
Una storia popolare di Tlaxcala parla di alcuni cacciatori che videro un enorme cane nero di notte e decisero di catturarlo. Fuggì quando si avvicinarono, e così un cacciatore gli sparò, ferendolo a una gamba. Seguendo il sangue lasciato dall'animale giunsero fino alla ricca casa di un contadino, il cui proprietario era ferito a una gamba. Rinunciarono alla caccia e andarono al villaggio vicino, dove gli abitanti locali gli dissero che si trattava di un nahual che poteva trasformarsi in cane.
Tzeltal e Tzotzil delle colline del Chiapas messicano affermano che un cane bianco si sia accoppiato con Eva durante la Terza Creazione, dando alla luce la razza europea, mentre un cane giallo fosse all'origine degli indigeni.
Una storia Jakaltek dell'entroterra guatemalteco racconta di come il primo cane fu testimone della creazione del mondo e di come sia corso ovunque raccontando a tutti i segreti della creazione. Hunab' Kuh, il Dio-Creatore, si arrabbiò e scambiò la testa del cane con la coda. Ora, ogni volta che un cane vuole raccontare i propri segreti, non può parlare ma solo scodinzolare.